# Kosrae (grupa etniczna)
Kosrae (także: Kusai, Kusaie) – grupa etniczna w Oceanii, rdzenni mieszkańcy wyspy Kosrae w Sfederowanych Stanach Mikronezji, odłam Mikronezyjczyków. W 1996 r. ich liczebność wynosiła ok. 8 tys.
Kosrae posługują się językiem kusajskim (kosrae) z grupy mikronezyjskiej oraz językiem angielskim. Wyznają głównie protestantyzm. Chrześcijaństwo przyjęli w II poł. XIX w. Zachowały się też pewne wierzenia tradycyjne.
Do tradycyjnych zajęć Kosrae należą m.in.: rolnictwo (jams, taro, bataty), produkcja kopry i kakao, rybołówstwo, wytwarzanie tkanin z włókien bananowca. Wielu jest zatrudnionych w przetwórstwie.
Forma Kusaie wywodzi się ze starszej wersji ortografii języka kosrae (sprzed 1977 r.).